# Campeonato Europeo de Tiro de 2005
El XXX Campeonato Europeo de Tiro se celebró en Belgrado (Serbia) entre el 2 y el 15 de julio de 2005 bajo la organización de la Confederación Europea de Tiro (ESC) y la Federación Serbia de Tiro Deportivo.
Las competiciones se realizaron en el campo de tiro del Centro Deportivo Kovilovo, ubicado al norte de la capital serbia, a excepción de las pruebas de 300 m que fueron efectuadas en el Campo de Tiro de Pančevo, al nordeste de Belgrado. 

## Resultados

### Masculino
| Evento                                 | Oro                                    | Plata                                | Bronce                             |
| -------------------------------------- | -------------------------------------- | ------------------------------------ | ---------------------------------- |
| Rifle 3 posiciones 300 m (13.07)       | Juha Hirvi · Finlandia · 1175 pts.     | Rajmond Debevec Eslovenia 1172 pts.  | Vebjørn Berg · Noruega · 1171 pts. |
| Rifle 3 posiciones 300 m (equipos)     | Finlandia · 3511                       | Noruega · 3505                       | República Checa · 3499             |
| Rifle en pos. tendida 300 m (12.07)    | Tomáš Jeřábek · República Checa · 598  | Michael Larsson · Suecia · 598       | Marcel Bürge · Suiza · 598         |
| Rifle en pos. tendida 300 m (equipos)  | República Checa · 1791                 | Finlandia · 1790                     | Noruega · 1790                     |
| Rifle estándar 300 m (14.07)           | Espen Berg Knutsen · Noruega · 585     | Vebjørn Berg · Noruega · 585         | Thomas Farnik · Austria · 585      |
| Rifle estándar 300 m (equipos)         | Noruega · 1751                         | Suecia · 1745                        | Finlandia · 1739                   |
| Rifle 3 posiciones 50 m (10.07)        | Sergéi Kovalenko · Rusia · 1265,5      | Jozef Gönci · Eslovaquia · 1264,9    | Rajmond Debevec Eslovenia 1264,5   |
| Rifle 3 posiciones 50 m (equipos)      | Rusia · 3497                           | Eslovaquia · 3473                    | Noruega · 3472                     |
| Rifle en pos. tendida 50 m (07.07)     | Guy Starik Israel 702,2                | Mario Knögler · Austria · 700,5      | Artur Aivazian · Ucrania · 700,4   |
| Rifle en pos. tendida 50 m (equipos)   | Noruega · 1784                         | Ucrania · 1779                       | Dinamarca 1779                     |
| Pistola 50 m (09.07)                   | Boris Kokorev · Rusia · 660,8          | Francesco Bruno · Italia · 660,7     | Tanyu Kiriakov Bulgaria 659,1      |
| Pistola 50 m (equipos)                 | Rusia · 1683                           | Italia · 1680                        | Serbia y Montenegro 1669           |
| Pistola rápida de fuego 25 m (08.07)   | Sergéi Alifirenko · Rusia · 786,2 RM   | Sabin Chaushev Bulgaria 773,7        | Nicola Maffei · Italia · 773,7     |
| Pistola rápida de fuego 25 m (equipos) | Rusia · 1738                           | Ucrania · 1730                       | Alemania · 1718                    |
| Pistola de fuego 25 m (10.07)          | Mijaíl Nestruyev · Rusia · 590         | Sergéi Poliakov · Rusia · 584        | Tomás Cambeses · España · 584      |
| Pistola de fuego 25 m (equipos)        | Rusia · 1752                           | Ucrania · 1738                       | Finlandia · 1733                   |
| Pistola estándar 25 m (10.07)          | Franck Dumoulin Francia 578            | Tomás Cambeses · España · 577        | Mijaíl Nestruyev · Rusia · 577     |
| Pistola estándar 25 m (equipos)        | Rusia · 1714                           | Ucrania · 1711                       | Francia 1694                       |
| Blanco móvil 50 m (09.07)              | Miroslav Januš · República Checa · 592 | Niklas Bergström · Suecia · 589      | Emil Andersson · Suecia · 588      |
| Blanco móvil 50 m (equipos)            | Rusia · 1756                           | Hungría · 1739                       | Eslovaquia · 1732                  |
| Blanco móvil mixto 50 m (10.07)        | Niklas Bergström · Suecia · 395        | Łukasz Czapla · Polonia · 393        | József Sike · Hungría · 391        |
| Blanco móvil mixto 50 m (equipos)      | Rusia · 1165                           | Hungría · 1161                       | Eslovaquia · 1155                  |
| Foso (12.07)                           | Alexéi Alipov · Rusia · 147            | Giovanni Pellielo · Italia · 144     | Stéphane Clamens Francia 141       |
| Foso (equipos)                         | Rusia · 360                            | Italia · 356                         | Francia 353                        |
| Doble foso (14.07)                     | Daniele Di Spigno · Italia · 191+4     | Angelos Spiropoulos · Grecia · 191+3 | Vasili Mosin · Rusia · 189         |
| Doble foso (equipos)                   | Italia · 422                           | Alemania · 414                       | Rusia · 409                        |
| Skeet (12.07)                          | Erik Watndal · Noruega · 146           | Valerio Luchini · Italia · 144+4     | Timo Laitinen · Finlandia · 144+3  |
| Skeet (equipos)                        | Italia · 358                           | Noruega · 351                        | Alemania · 351                     |

### Femenino
| Evento                                | Oro                                     | Plata                                | Bronce                                  |
| ------------------------------------- | --------------------------------------- | ------------------------------------ | --------------------------------------- |
| Rifle 3 posiciones 300 m (13.07)      | Christine Chuard Francia 584            | Karin Hansen Dinamarca 579           | Kristina Vestveit · Noruega · 579       |
| Rifle 3 posiciones 300 m (equipos)    | Dinamarca 1720                          | Suiza · 1720                         | Francia 1717                            |
| Rifle en pos. tendida 300 m (12.07)   | Charlotte Jakobsen Dinamarca 594        | Andrea Brühlmann · Suiza · 594       | Marie Enqvist · Suecia · 593            |
| Rifle en pos. tendida 300 m (equipos) | Suiza · 1770                            | Dinamarca 1767                       | Francia 1757                            |
| Rifle 3 posiciones 50 m (08.07)       | Tatiana Goldobina · Rusia · 682,1       | Natalia Kalnysh · Ucrania · 680,1    | Barbara Lechner · Alemania · 678,5      |
| Rifle 3 posiciones 50 m (equipos)     | Alemania · 1728                         | Rusia · 1721                         | Bielorrusia · 1712                      |
| Rifle en pos. tendida 50 m (06.07)    | Sonja Pfeilschifter · Alemania · 594    | Marjo Yli-Kiikka · Finlandia · 591   | Sonja Staub · Suiza · 591               |
| Rifle en pos. tendida 50 m (equipos)  | Alemania · 1769                         | Rusia · 1762                         | Suiza · 1762                            |
| Pistola 25 m (09.07)                  | Jasna Šekarić Serbia y Montenegro 790,0 | Maria Grozdeva Bulgaria 786,7        | Munkhbayar Dorjsuren · Alemania · 786,2 |
| Pistola 25 m (equipos)                | Alemania · 1746                         | Rusia · 1730                         | Bielorrusia · 1727                      |
| Foso (11.07)                          | Arianna Perilli · Italia · 92           | Daina Gudzinevičiūtė · Lituania · 91 | Deborah Gelisio · Italia · 90           |
| Foso (equipos)                        | Italia · 208                            | Rusia · 202                          | Reino Unido 198                         |
| Doble foso (14.07)                    | Monica Girotto · Italia · 108           | Elena Innocenti · Italia · 106       | Noora Antikainen · Finlandia · 104      |
| Doble foso (equipos)                  | Italia · 314                            | —                                    | —                                       |
| Skeet (11.07)                         | Nathalie Larsson · Suecia · 93          | Elena Little Reino Unido 92          | Diana van der Valk · Países Bajos · 91  |
| Skeet (equipos)                       | Italia · 195                            | Finlandia · 194                      | Rusia · 194                             |

## Medallero
| Núm. | País                | Oro | Plata | Bronce | Total |
| ---- | ------------------- | --- | ----- | ------ | ----- |
| 1    | Rusia               | 14  | 5     | 4      | 23    |
| 2    | Italia              | 8   | 6     | 2      | 16    |
| 3    | Noruega             | 4   | 3     | 4      | 11    |
| 4    | Alemania            | 4   | 1     | 4      | 9     |
| 5    | República Checa     | 3   | 0     | 1      | 4     |
| 6    | Finlandia           | 2   | 3     | 4      | 9     |
| 7    | Suecia              | 2   | 3     | 2      | 7     |
| 8    | Dinamarca           | 2   | 2     | 1      | 5     |
| 9    | Francia             | 2   | 0     | 5      | 7     |
| 10   | Suiza               | 1   | 2     | 3      | 6     |
| 11   | Serbia y Montenegro | 1   | 0     | 1      | 2     |
| 12   | Israel              | 1   | 0     | 0      | 1     |
| 13   | Ucrania             | 0   | 5     | 1      | 6     |
| 14   | Eslovaquia          | 0   | 2     | 2      | 4     |
| 15   | Bulgaria            | 0   | 2     | 1      | 3     |
|      | Hungría             | 0   | 2     | 1      | 3     |
| 17   | Austria             | 0   | 1     | 1      | 2     |
|      | Eslovenia           | 0   | 1     | 1      | 2     |
|      | España              | 0   | 1     | 1      | 2     |
|      | Reino Unido         | 0   | 1     | 1      | 2     |
| 21   | Grecia              | 0   | 1     | 0      | 1     |
|      | Lituania            | 0   | 1     | 0      | 1     |
|      | Polonia             | 0   | 1     | 0      | 1     |
| 24   | Bielorrusia         | 0   | 0     | 2      | 2     |
| 25   | Países Bajos        | 0   | 0     | 1      | 1     |
|      | TOTAL               | 44  | 43    | 43     | 130   |